# Roosevelt-kardfarkú anolisz
A Roosevelt-kardfarkú anolisz (Xiphosurus roosevelti vagy Anolis roosevelti) a hüllők (Reptilia) vagy (Sauropsida) osztályába és a leguánfélék (Iguanidae) családjába tartozó faj.

## Előfordulása
A Puerto Ricóhoz tartozó Culebra-szigeten élt: feltételezhető, hogy már kipusztult.

## Megjelenése
Testhossza 160 mm volt. A színe barnásszürke volt, a farka sárgásbarna volt.